# John Tenta
John Anthony Tenta (Surrey, 22 giugno 1963 – Sanford, 7 giugno 2006) è stato un wrestler e lottatore di sumo canadese.
Lottò per diversi anni nella World Wrestling Federation con lo pseudonimo Earthquake.

## Carriera
Tenta si dedicò sin da giovane a discipline sportive. A diciotto anni era già campione canadese di lotta libera, cimentandosi con successo anche nel football americano.

### Sumo
Nel 1985 si trasferì in Giappone per diventare un lottatore di sumo. Nonostante le difficoltà dovute alla sua nazionalità (un occidentale che voleva praticare sumo veniva visto all'epoca come una sorta di eresia), riuscì a farsi allenare in questa disciplina sportiva da allenatori giapponesi. Assunse il nome di Kototenzan  ("Il Celestiale Suono Dell'Arpa di Montagna"). Nei primi sei mesi di carriera ottenne ben 17 vittorie senza mai essere sconfitto, tuttavia decise di abbandonare questa disciplina a causa delle pesanti restrizioni nella vita di tutti i giorni imposte ai lottatori di sumo.

### Wrestling
Nel 1987 Tenta decise quindi di dedicarsi al wrestling. Iniziò la sua carriera lottando per la All Japan Pro Wrestling di Giant Baba. Dopo soli tre anni in Giappone, firmò per la World Wrestling Federation di Vince McMahon, la più importante federazione di wrestling al mondo.

#### All-Japan Pro Wrestling (1987–1989)
Dopo aver lasciato il sumo, Tenta si dedicò quasi subito al puroresu ("il wrestling giapponese") sotto la tutela di Shohei "Giant" Baba. Debuttò come lottatore nella All Japan Pro Wrestling il 1º maggio 1987, combattendo in coppia con Giant Baba e sconfiggendo Rusher Kimura & Goro Tsurumi. Durante i diciotto mesi di permanenza nella federazione giapponese, Tenta fece coppia con eroi locali come Giant Baba, Jumbo Tsuruta e The Great Kabuki, prima di attirare l'attenzione dei promoter di wrestling americani, facendo anche delle tournée in Canada per l'NWA All Star Wrestling di Al Tomko dove per la prima volta lottò in qualità di "face" per poi tornare uno dei "cattivi" quando prese come manager "Gentleman" Jonathan Sayers.

#### World Wrestling Federation (1989–1993; 1994)
Dopo aver combattuto in due dark match nel marzo 1989, Tenta venne assunto a tempo pieno dalla WWF nel settembre 1989. Nel suo primo incontro dopo la firma del contratto, un dark match disputatosi il 21 settembre, assunse il ring name Earthquake Evans e aveva come manager Slick.
Nel 1989 debutta all'interno della rivalità tra Ultimate Warrior e Dino Bravo, utilizzando il nome di The Canadian Earthquake ("Terremoto Canadese"), successivamente abbreviato in Earthquake ("Terremoto"), chiamato così per la sua abitudine di saltare ripetutamente sul ring, creando, data la sua impressionante mole, vibrazioni simili a quelle causate da un vero terremoto. Memorabili le sue rivalità contro Hulk Hogan e Jake "The Snake" Roberts (del quale "uccide" (kayfabe) il pitone Damien schiacciandolo con il suo peso) e il suo regno da campione di coppia insieme al compagno Typhoon sotto il nome di Natural Disasters ("Disastri Naturali").
Il 1º aprile 1991, John Tenta venne coinvolto suo malgrado in un combattimento cosiddetto "shoot". Earthquake avrebbe infatti dovuto disputare un match con il lottatore giapponese Kōji Kitao durante il ppv della SWS Wrestle Dream a Kōbe in Giappone. Tuttavia, Kitao rifiutò di "fingere" l'incontro come di consueto (venendo in seguito licenziato in tronco). Ad un certo punto del match, egli iniziò a tirare calci e a colpire veramente Tenta, che, notevolmente sorpreso ed alterato, iniziò a restituire i colpi vincendo poi per squalifica l'incontro (Kitao colpì l'arbitro).

##### The Natural Disasters
Verso la fine del 1991, Earthquake formò un tag team con Typhoon (Fred Ottman, suo vecchio amico, che in precedenza combatteva in WWF con il nome di Tugboat prima di diventare un heel) chiamato "The Natural Disasters", con manager Jimmy Hart. I Natural Disasters diventarono in breve tempo uno dei tag team più temuti in WWF grazie all'impressionante mole dei suoi due membri. All'epoca si discuteva sulle riviste di settore su quale altro tag team avrebbe potuto tenere testa ai due colossi, individuando gli unici possibili antagonisti nei Legion of Doom, ma i Disasters sconfissero sonoramente anche Animal e Hawk. All'inizio del 1992, la coppia entrò a far parte dei beniamini del pubblico diventando "face", scontrandosi con i Money Inc. ("Million-Dollar Man" Ted DiBiase e Irwin R. Schyster) e strappando loro il WWF World Tag Team Championship nel luglio del 1992. I Money Inc. riconquistarono comunque le cinture tre mesi dopo. Nel 1993, Earthquake & Typhoon iniziarono a dare segni di insofferenza l'uno verso l'altro, in particolare durante la Royal Rumble 1993 dove Earthquake eliminò inaspettatamente proprio Typhoon. Poco tempo dopo la coppia si sciolse definitivamente.
Tenta lasciò la WWF nel gennaio 1993, dopo aver perso contro Bam Bam Bigelow la sera successiva al ppv Royal Rumble, per andare a combattere in Giappone nella federazione WAR, ma ritornò nel gennaio 1994 quando assistette Bret Hart in un match contro Shawn Michaels tenendo a bada le interferenze di Diesel, all'epoca bodyguard di Michaels. In seguito sconfisse Adam Bomb in un veloce squash match a WrestleMania X. Si imbarcò quindi in un feud minore con Yokozuna, che culminò in un match di sumo a Raw.
Earthquake venne scelto come avversario di Owen Hart in un match di qualificazione del torneo King of the Ring. Tuttavia, durante un house show del 14 maggio 1994 a San Josè, in California, Earthquake venne infortunato da Yokozuna e Crush. Immagini di Yokozuna che colpiva Earthquake con un Banzai Drop furono mandate in onda prima del match di qualificazione per motivare la sua assenza e la presenza di Doink the Clown come suo sostituto. Tenta scomparve nuovamente dalla WWF per tornare in Giappone alla WAR.

#### World Championship Wrestling (1994–1997)
Problemi economici di carattere personale portarono Tenta a contattare la World Championship Wrestling. Hulk Hogan, suo vecchio amico, spinse per farlo assumere, e così John Tenta ruppe il contratto con la WWF per entrare nella WCW. Prima del passaggio alla WCW, Tenta lottò in un tour in Giappone per la UWF International, dove fece coppia con Super Vader.
In World Championship Wrestling venne introdotto con il nome di Avalanche ("Valanga"), membro della stable heel 3 Faces of Fear di Kevin Sullivan. In seguito unì le proprie forze con Big Bubba Rogers ed ebbe un feud con Sting e Randy Savage, ma il suo personaggio venne cancellato quando la WWF intraprese una causa legale per la somiglianza troppo smaccata con il personaggio di Earthquake. Tenta allora si unì al The Dungeon of Doom utilizzando il nome The Shark ("Lo squalo"). John era convinto che questa nuova gimmick avrebbe avuto successo ed arrivò persino a cambiare il tatuaggio che aveva sul braccio (un enorme muso di tigre) nel disegno di uno squalo. Uscì dal Dungeon of Doom e lottò con il suo vero nome dopo aver deliberatamente girato un video nel quale disconosceva tutte le precedenti gimmick che era stato "costretto" ad impersonare in passato, facendo la memorabile dichiarazione: «I'm not the Shark. I'm not a fish. I'm not an Avalanche. I'm a man» ("Non sono lo squalo. Non sono un pesce. Non sono una valanga. Sono un uomo").

#### Ritorno in WWF (1998–1999; 2001)
Tornò nella World Wrestling Federation nel 1998, impersonando il poco memorabile personaggio di Golga, wrestler mascherato ossessionato dal cartone animato South Park. Con la storica gimmick di Earthquake farà ancora due apparizioni, la prima a WrestleMania X-Seven partecipando alla Gimmick Battle Royal, la seconda in un dark match di Smackdown contro Tank Meloke.

### Ritorno alla All-Japan Pro Wrestling (2002-2003)
Nel novembre del 2002 Tenta ritorna nella All-Japan Pro Wrestling, con il ringname di Big John Tenta, dove aveva iniziato la sua carriera da wrestler nel 1987. Vi rimarrà fino a luglio del 2003 dove farà le sue ultime apparizioni.

## Malattia e morte
Nel 2004, John rivelò, attraverso il sito Pebblescrap.com, di essere malato di cancro. Continuò a scrivere sul sito della sua battaglia contro la malattia, fino al 4 giugno 2006. Il 7 giugno 2006, venne dato l'annuncio della sua morte dopo una lunga battaglia contro un tumore alla vescica, da parte del sito internet della WWE. Furono dedicate alla sua memoria le puntate di SmackDown! del 9 giugno quella di Raw del 12 giugno 2006.
Tenta oggi riposa nel cimitero cattolico Mount Olivet a Dickinson, Texas.

## Personaggio

### Mosse finali
- Earthquake Squash / Avalanche Splash / Shark Bomb (running splash)
- Aftershock (Full body block; nell'angolo)

### Manager
- Jimmy Hart[9]
- The Jackyl
- "Gentleman" Jonathan Sayers
- Slick
- Luna Vachon

## Titoli e riconoscimenti
National Wrestling Alliance
- NWA Canadian Heavyweight Championship (1)

World Wrestling Federation
- WWF World Tag Team Championship (1 - con Typhoon)

Pro Wrestling Illustrated
- 50º tra i 500 migliori wrestler singoli nella PWI 500 (1991)
- 40º tra i 500 migliori wrestler singoli nella PWI 500 (1992)

## Tenta nei videogiochi
La carriera di John Tenta nel wrestling professionistico gli garantì la presenza in alcuni videogame. Nel 1991, Earthquake venne inserito come personaggio giocabile nel videogioco della Technos WWF WrestleFest. Venne inoltre incluso in WWF Super WrestleMania della LJN (1992) ma solo nella versione del gioco per Super Nintendo (non era presente in quella per il Sega Genesis). Nel 2004, la casa sviluppatrice di videogame Spike immise sul mercato King of Colosseum II, gioco di wrestling giapponese per la PlayStation 2 che comprende John Tenta come personaggio giocabile; ma il gioco uscì solo in Giappone. Nel 2009, Earthquake venne inserito come personaggio aggiuntivo DLC scaricabile a pagamento per il videogame WWE SmackDown vs. Raw 2009. Nel 2016 è stato inserito nel roster di WWE 2K17 come leggenda insieme al suo partner Typhoon, e nel 2017 la stessa cosa è avvenuta in WWE 2K18.